# Lathan
Lathan – rzeka we Francji, przepływająca przez tereny departamentów Indre i Loara oraz Maine i Loara, o długości 56,9 km. Stanowi dopływ rzeki Authion.